# Arkaim
Arkaim (Russisch: Аркаим) is een archeologische vindplaats in de steppe van de Zuidelijke Oeral op 8,2 kilometer ten noordnoordoosten van Amoerski en 2,3 kilometer ten zuidzuidoosten van Aleksandrovski, twee dorpen in de oblast Tsjeljabinsk, net ten noorden van de grens met Kazachstan.

## De site
De site wordt meestal gedateerd in de 17e eeuw v.Chr. Vroegere dateringen worden voorgesteld, tot in de 20e eeuw v. Chr. Het was een nederzetting van de Sintasjta-Petrovkacultuur en wordt in verband gebracht met de Indo-Iraniërs.
De site werd in 1987 ontdekt door een team wetenschappers uit Tsjeljabinsk, die het terrein klaarmaakten om het als waterreservoir onder te laten lopen. Het werd onderzocht tijdens een noodopgraving onder leiding van Gennadi Zdanovitsj. Eerst werden de bevindingen genegeerd door de Sovjetautoriteiten, die van plan waren het gebied onder water te zetten, net zoals met Sarkel gebeurd was. De door de ontdekking getrokken aandacht dwong de overheid op zijn schreden terug te keren en in 1991 werd het aangewezen als cultureel reservaat. In mei 2005 kwam president Poetin de site bezichtigen.
Hoewel de nederzetting was afgebrand en verlaten, zijn er veel details bewaard gebleven. Arkaim lijkt qua vorm op het naburige Sintasjta waar de eerste strijdwagen is opgegraven, maar is veel beter bewaard gebleven. De site werd beschermd door twee cirkelvormige muren. In het midden lag een rechthoek met daaromheen door een straat gescheiden woningen in twee kringen. De nederzetting besloeg ongeveer 20.000 m². De doorsnee van de omringende muur was 160 m. Hij was gebouwd van aarde die in een houtskelet was gestort een aangestampt, versterkt met ongebakken bakstenen van klei. De muur was 4-5 m dik en 5,5 m hoog. Om de nederzetting heen lag een 2 m diepe gracht.
De nederzetting had vier ingangen door de binnen- en buitenmuren, met de hoofdingang op het westen. De woningen hadden een oppervlakte van tussen 110 en 180 m². In de buitenste huizenring stonden 39 of 40 woningen, met een ingang aan een cirkelvormige straat in het midden van de nederzetting. In de binnenste ring stonden 27 woningen, opgesteld langs de binnenmuur, met deuren naar het binnenplein dat 25 bij 27 m mat. De centrale straat werd gedraineerd door een afgedekt kanaal. Zdanovitsj schatte dat er 1500 tot 2500 mensen in de nederzetting gewoond kunnen hebben.
Om de muren van Arkaim heen lagen de akkers, 130 tot 140 m bij 45 m, die geïrrigeerd werden met een stelsel van kanalen en sloten. Er zijn resten van gierst- en gerstzaden aangetroffen.
De datering in de 17e eeuw zet de nederzetting in de tijd kort voor de Indo-Arische migratie naar India: de Gandharagrafcultuur die in de Punjab verschijnt vanaf circa 1600 v.Chr., ongeveer 3000 km verwijderd van het gebied van Sintasjta-Petrovka.